# フレグの西征

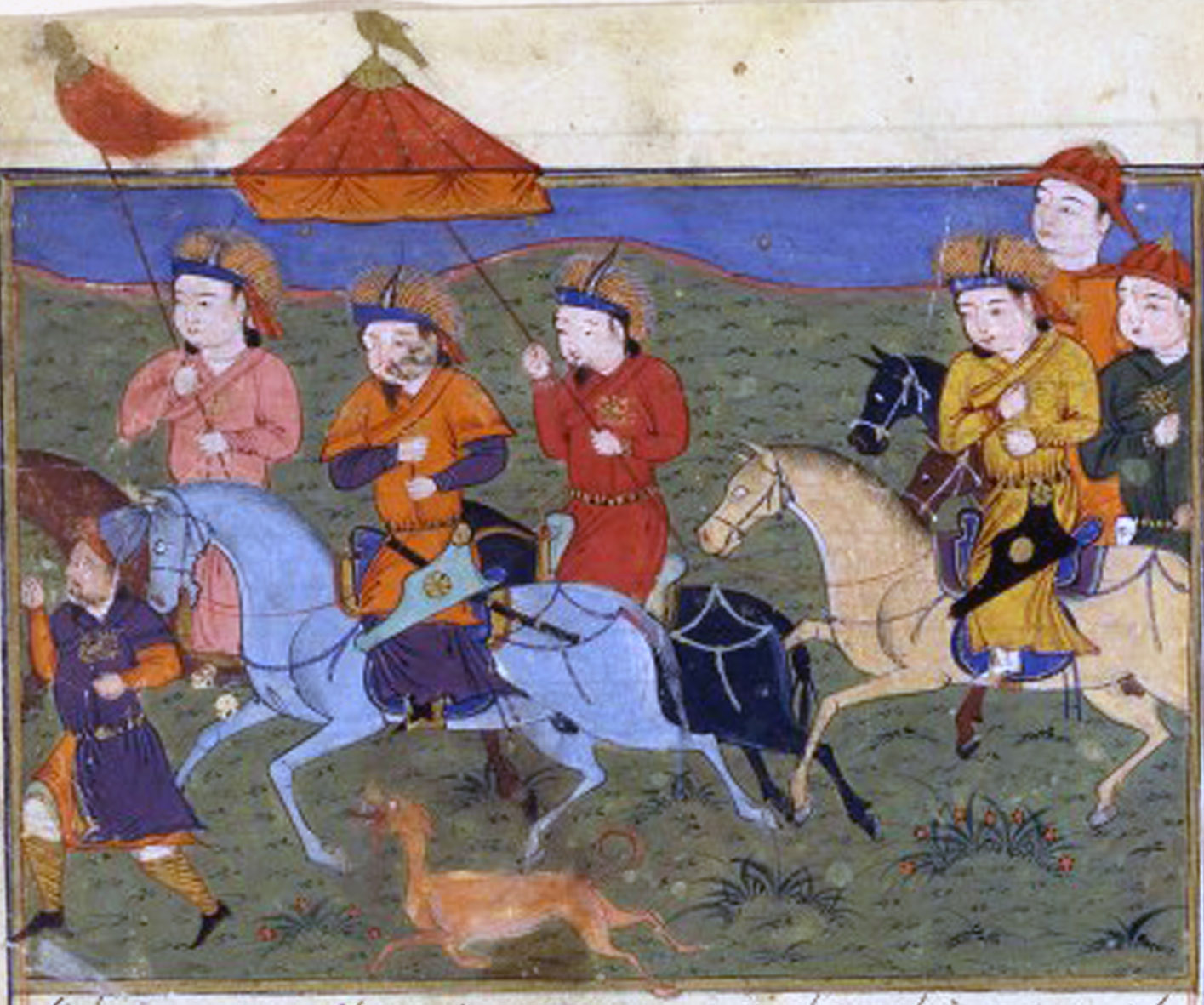
中央アジアからイラン高原へ向かうフレグ（『集史』パリ本より）

「 フレグの西征」は、モンゴル帝国第四代皇帝（カアン）、モンケの時代にモンケの弟、フレグによって1253年から1260年に渡って行われた征服戦争。この遠征軍が中核となりイラン高原を中心にフレグ・ウルスが形成された。またこの後帝位継承戦争を経てモンゴル帝国は次第に分裂していくためモンゴル帝国全体で行われる最後の大規模な遠征となった。父フレグが西方遠征軍司令に任じられると、息子のアバカは弟ヨシムトらとともにこの西方遠征に従軍した。

## 背景
チンギス・カンの西征において、イラン方面ではホラーサーン、マーザンダラーン両地方ではすでに一定の支配権を確立し、オゴデイの時代にはイラン鎮戍軍とイラン総督府が設置されていた。1241年12月に第二代皇帝オゴデイ死去以後、1246年に第三代皇帝グユクが即位したがバトゥと対立した結果、モンゴル帝国内で一時混乱が起こった。1247年8月にグユクはイルジギデイを指揮官としたペルシア遠征軍先発隊をイランに派遣した。
1248年4月にグユクが急死するとソルコクタニ・ベキはバトゥと協力して、1251年7月1日に第四代皇帝モンケを即位させ、粛清などによってオゴデイ政権を排除し、10年に及んだ混乱はようやく収束された。モンケの時代にはイラン鎮戍軍とイラン総督府によってその影響力はイラン全土にまで及びつつあったが、再びモンゴル帝国は「バトゥの西征」(モンゴルのヨーロッパ侵攻)以来となる東西への大遠征を企画し、モンケはクビライに東アジア経略を、フレグに西アジア経略（フレグの西征）をそれぞれ委ねることを発表した。
フレグの西征の最大の目的は、イラン方面で未だモンゴルに服属しない二大勢力、イスマーイール派とアッバース朝の打倒とされるが、目的がそれだけだとしたらその軍勢はあまりにも多すぎるため地中海への進出も計画していたのではないか、という説もあるが結局モンケの死で遠征は中止され真相は不明である。このため、『集史』にフレグがモンケから統治権を委ねられたとする領域として、「アム川の岸辺からミスル（エジプト）の境まで」という一句が頻出するが、これは成立したばかりのマムルーク朝のあったエジプトの征服も盛り込まれていたのではないかとも推測されている。
またフレグ・ウルスにおいて編纂された『集史』はフレグ・ウルスの正当性を主張するためか、遠征の目的がイランの地での「フレグ・ウルス」という国家の建設はそのものにあり、フレグはモンケから内密にその要請を受けていたという話を載せている。
フレグはイラン入りする過程で、先行してイラン方面の支配を担当していたイラン鎮戍軍とイラン総督府に加え、ルーム・セルジューク朝、ファールスのアタベク政権サルグル朝、モースル、ロレスターンなどのアタベクたち、ケルマーン・カラヒタイ朝、キリキア・アルメニア王国、グルジア王国などのイラン高原一帯の諸王侯・スルタンたちの伺候を受け、それらを支配下に置いた。さらに北インドのカシミール方面の鎮戍軍（タマ軍）、いわゆるカラウナス軍団もモンケの勅命によってフレグの幕下に加わり、モンゴル帝国勢力下の南西部にあった戦力のほとんどが、フレグの指揮下となったことになる。

## ニザール派の制圧

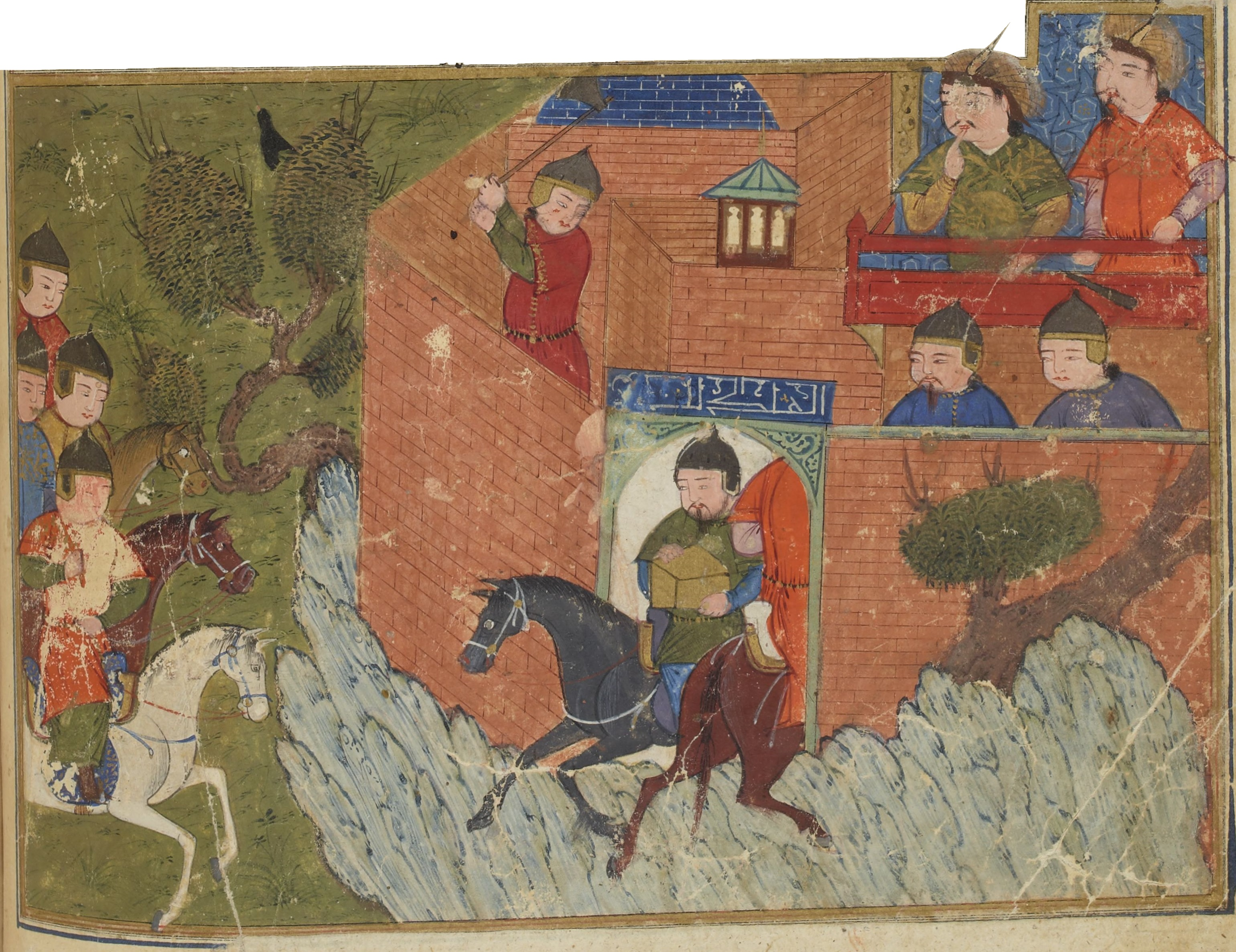
アラムート城塞の開城（『集史』パリ本より）

前述の通り、アルグン・アカを首班とするイラン総督府と、バイジュ・ノヤン率いるイラン以西におけるモンゴル帝国の鎮戍軍である「タマ軍（ لشكر تَما lashkar-i Tamā）」の活動によってモンゴル帝国はイランの地の主要な拠点は押さえていたものの、シーア派の一派、イスマーイール派（正確にはニザール派）の勢力が未だモンゴル軍に反抗を続けていた。「暗殺教団」とも呼ばれるニザール派はアラムートの城塞を中心とする難攻不落の山城群をアルボルズ山脈やイラン南東部のクヒスターンなどの山岳地域に築きそれらを根拠地としてセルジューク朝時代から活動を続けていた。一部はシリア地方にも展開しており十字軍にも恐れられたその暗殺技術によって周辺地域に絶大な影響力を誇っていた。チンギス・カンの時代にはニザール派第25代教主ジャラールッディーン・ハサン（ハサン3世）がイラン高原にやって来たチンギス・カンに臣従を誓っていたものの、イラン支配の意図を明かにし始めたモンゴルとは次第に対立し始め、モンゴル軍の部将が暗殺される事件などにより両者の関係はさらに悪化。すでにグユクの時代からモンゴル軍によるニザール派の攻撃は計画されつつあった。1254年、モンゴル皇帝モンケの宮廷を訪れたギヨーム・ド・ルブルクは、カラコルムに滞在中にニザール派の刺客400人がモンケの命を狙って潜入したため、全市に戒厳令が敷かれたことを伝えている。
モンケに西アジア方面の経略を任されたフレグは1253年モンゴル高原を出発したものの、全軍は非常にゆっくりと行軍し1255年になってようやくサマルカンドに到着、その後キシュ（シャフリサブズ）でイラン総督アルグンの出迎えを受け、そこでようやくニザール派の攻撃を発表、イラン地方の諸勢力に参戦を求めた。しかし、この頃ニザール派第26代教主アラーウッディーン・ムハンマド（ムハンマド3世）が信徒に殺されてしまい、その後長男ルクヌッディーン・フルシャーが第27代教主を継ぐと状況は一変する。
父ムハンマド3世と違いフルシャーはモンゴル帝国と妥協点を見いだし和平を結ぼうと交渉する路線をとり、盛んにフレグに対して外交交渉を行った。しかしフレグはその巧みな外交手腕を発揮してフルシャーと駆け引きしつつ1256年ようやくアムダリヤ川を越えたモンゴル軍を動かしアラムートを中心とする山城群をじわじわと包囲させた。なおフルシャーはフレグと交渉を続けようと試みたが、フレグは遂にイマームおよびニザール派のモンゴルへの完全服従という無条件降伏を求める最後通牒を出し、本格的な攻勢にでた。モンゴル軍との戦闘でニザール派側が勝利する場面もあったが、弩砲（kamān-i gāv）などの強力な攻城兵器が威力を発揮して籠城側の継戦意欲を挫き、ついにフルシャーは停戦を請い出城を約束する旨をフレグ側に伝えた。フルシャーは身の安全を保障する（アマーン）勅令（ジャルリグ）を作成するよう要請して来たため、ジュヴァイニーがこれを起草した。フルシャーの出城をフィダーイー（刺客ともなる教団に献身する要員たち）たちが阻止するなどの動きがあったが、ヒジュラ暦654年ズ＝ル＝カアダ月1日（1256年11月27日）に当時籠城していたマイムーン・ディズにてフルシャーが降伏・出城した。これを機に諸城砦は次々にモンゴル軍に投降しニザール派は事実上その活動を終えた。
フルシャーは降服後にフレグに歓待され、勅書や牌子なども授けられてモンケのいるカラコルムに送られたが、モンケはカラコルムに到着した彼の謁見を許さずそのまま送り返し、フルシャーはモンケの命令によってアルタイ山脈の道中で護送の任に当たっていたモンゴル将兵らに絞殺されたという。カラコルムからの勅使によってフルシャー処刑の報告を受けたフレグは、カズヴィーンに留め置いたフルシャーの一門の者も全て殺害させた。

## アッバース朝の滅亡

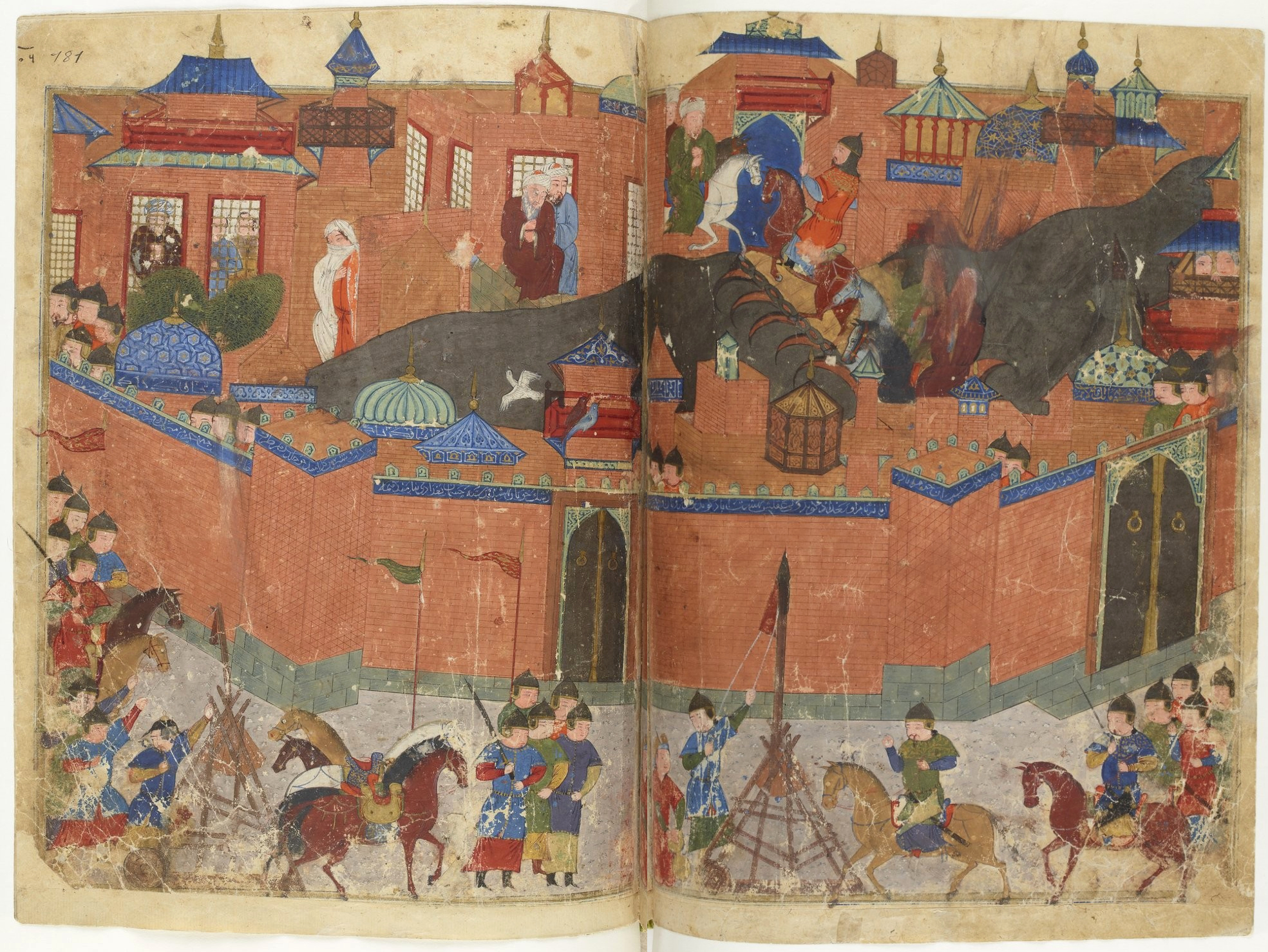
バグダード包囲の様子（『集史』パリ本より）

ニザール派の教団をほぼ制圧したモンゴル軍は素早く旋回し、タマ軍と連動して動き現在のイラク方面に軍を進めバグダードを包囲した。フレグは当時のカリフ、ムスタアスィムに降伏を勧告したもののムスタアスィムはこれを拒否し、1258年2月5日、諸軍による包囲が完了し、フレグがバグダード市街の東面に陣を敷き終えると、モンゴル軍によるバグダードの攻撃が始まった。
アルメニア人、グルジア人、ペルシア人、トルコ人といった現地の諸勢力を吸収したモンゴル軍は圧倒的な戦力で二十日間に渡ってバグダードを攻めたが、その攻撃には当時でも最新の攻城兵器が使われた。
ヒジュラ暦656年サファル月4日（1258年2月17日）ムスタアスィムは降伏しバグダードから出城した。その後、モンゴル軍やフレグの遠征に従軍したアルメニア王国やグルジア王国の軍などによって、一週間に渡りバグダード市街の内外で掠奪や殺戮が行われた。カリフが出城して三日後の同年サファル月7日（1258年2月20日）に掠奪が始まり、サファル月13日（1258年2月26日）にモンゴル軍に投降して市街地より外に出ていたバグダードの名士たちの懇願を受ける形で、フレグが戦闘停止命令を生存者の生命・財産の安堵を布告して、バグダードの戦闘は終了した。翌日フレグは事後処理を幕下の将軍たちなどに命じ、自身は死臭を避けてバグダード郊外南西のワクフ村というところに陣を張った。そこでフレグは拘留していたカリフに処刑を通知し、サファル月15日（1258年2月28日）にカリフ・ムスタアスィムは自らの子息二人と側近たちとともにその地で処刑された。カリフはモンゴルが貴人の命を奪う際の方法として敷物でまかれ軍馬に踏まれ殺されたとも伝えられる。バグダード市内は略奪され、「知恵の館」なども失われてこの後バグダードがかつての栄光を取り戻すことはなかった。以後、バグダードはイラーク・アラビー州の州都としてイルハン朝の財政を支える重要な拠点となり、さらにはイルハン朝君主の冬営地としてたびたび君主のオルドがバグダード郊外に営まれた。陥落当初アッバース朝から寝返ったカリフの宰相イブン・アル＝アルカミーがバグダードの行政を担当したが、程なく暗殺され、1260年代以降は『世界征服者史』の著者でもあるアラーウッディーン・アターマリク・ジュヴァイニーがバグダードの知事として、亡くなるまで20年近く同地の行政を担いバグダードの復興に尽力する。

## フレグの旋回

アイン・ジャールートの戦い

遂に当時のイスラーム社会において最高の権威を誇るアッバース朝を屈服させたフレグは一旦アゼルバイジャン方面に行き休息した後、遠征の第三段階として1260年シリア・エジプト方面への侵攻を開始した。
かつての大国アイユーブ朝の権力はほとんどなく、まずダマスクスの君主アル・ナスィール・ユースフが敗れて捕虜となり二月にはアレッポが、四月にはダマスクスが陥落した。この時点でモンゴル軍は今までの軍に加えルーム・セルジューク朝、モスルのアタベク政権、キリキア・アルメニア王国、さらに十字軍の諸勢力さえもモンゴル軍に参集しており、当時エジプトにはクーデターで成立したばかりのマムルーク朝があったが、もはやモンゴル軍の侵攻を止めることは不可能に思われた。
しかし、アレッポを攻略したばかりの時に大ハーンモンケの崩御が伝えられフレグは「バトゥの西征」(モンゴルのヨーロッパ侵攻)の時と同様撤退することを余儀なくされてしまう。この時点ではまだフレグは帝位を狙おうと考えていたとも言われるが、ともかくフレグはキト・ブカを残しアゼルバイジャン方面に進んだ。タブリーズに着いたところでクビライとアリクブケの抗争（モンゴル帝国帝位継承戦争）を聞き、もはや自分が帝位を狙うのは不可能だと悟ったフレグは代わりに「イランの地」に遠征軍を中核として自分の勢力を築こうと活動を始めた。
一方シリアに残留したキト・ブカは独自にアイユーブ朝を攻略し、さらにエジプトのマムルーク朝のムザッファル・クトゥズに対してもアイン・ジャールートの戦い（1260年9月3日）を挑んだが、反クトゥズ派のバイバルスらマムルークが帰参したために惨敗してしまう。この戦いの結果モンゴル軍の不敗神話は崩れフレグ率いる本隊もジョチ・ウルスとの対立で動けず、この後モンゴル軍の勢力がシリア以西に進むことはなく、逆にモンゴル軍を撃退したマムルーク朝はその基盤を強固なものとした。